# Geirangerfjorden
Geirangerfjorden är en fjord i Sunnmøre i Møre og Romsdal fylke. Den är 15 km lång och utgör en arm till Storfjorden. Fjorden är ett av Norges mest besökta turistmål. Längst in i fjorden ligger samhället Geiranger. Den 14 juli 2005 blev Geirangerfjorden tillsammans med Nærøyfjorden ett världsarv. Dess status som världsarv är dock hotat av planerna att bygga en kraftledning över fjorden.

## Fjorden
Längs fjorden ligger de högt belägna gårdarna Skageflå, Blomberg och Knivsflå. De är övergivna gårdar tillgängliga via stigar och båt. Fjorden är ett av Norges mest besökta turistmål och blev 14 juli 2005 tillsammans med Nærøyfjorden ett världsarv. Området som världsarvet omfattar är 498 km2 i kommunerna Fjord och Stranda. Reinheimens nationalpark, som har instiftats för att skydda vildrensstammen i Ottadalen, ligger också inom Fjords kommuns gränser. 2006 blev världsarvet utnämnt till det bäst bevarade Unesco-stället av tidskriften National Geographic.
Företaget Fjord1 driver en bilfärja som går längs hela fjorden mellan Geiranger och Hellesylt.

## Geografi och klimat

Geirangerfjorden från Ørnesvingen

Den geologiska utvecklingen i området skedde under den sista istiden. Glaciärerna grävde ut djupa fjordar och formade höga berg.
Klimatet runt fjorden är milt, något som gör frukt- och bärodling möjligt. Vintrarna är inte så kalla i låglandet, men ändå kan det bli mycket snö med bra skidåkningsförhållanden i bergen.

### Vattenfall
De två mest kända vattenfallen i Geirangerfjorden är Knivsflåforsarna, på norska även kända som De syv søstrene (De sju systrarna), och Friaren. De två vattenfallen ligger på var sin sida av fjorden och det sägs att Friaren botar De sju systrarna på den andra sidan.
Ett annat vattenfall i fjorden är Brudesløret (Brudslöjan).

## Bosättning runt fjorden
Det ska ha funnits bosättning i områdena kring fjorden strax efter den sista istiden för 10 000 år sedan. Under denna tid ska området i huvudsak varit bebott av renjägare. Det har också hittats tecken på bosättningar under yngre bronsålder för 4000 år sedan.
Området är idag delat mellan kommunerna Fjord och Stranda. Invånarantalet i Fjords kommun är omkring 2 500 fördelat på bygderna Eidsdal, Fjørå, Norddal, Stordal, Tafjord och centralorten Valldal (Sylte). Stranda kommun har 4 400 invånare i bygderna Geiranger, Hellesylt, Liabygda och centralorten Stranda.
På grund av all turism relaterad till fjorden, ökar befolkningen i dessa kommuner betydligt under turistsäsongen, särskilt under sommaren. Dessa består för det mesta av säsongsarbetare och folk som har stugor och husvagnar.

## Turism
Bergsklättrare från Storbritannien var bland de första som upptäckte fjorden som ett exotiskt resmål i mitten av 1800-talet. Redan 1869 seglade det första turistskeppet in i fjorden.
Det sägs att det upprättades ett skjutslag i området med målet att frakta turister upp för Geirangervägen (byggd 1889) fram till Djupvasshytta. Ursprungligen var det hästvagnar som användes men efter hand kom det importerade bilar som var ombyggda för att klara av de lokala vägförhållandena.
Sedan dess har flera hotell och stugor uppförts för att ge husrum till den ökande turismen. Också vägarna har förbättrats och därmed gjort det lättare att ta sig till sevärdheterna. 1936 kom Trollstigen, 1939 Nibbevegen 1939 och därefter Ørnevegen år 1954. Den sistnämnda är öppen året runt.
Företagen i området lever gott på turismen. Man räknar idag med att Geiranger och Trollstigen besöks av 600 000 turister under en sommar.

## Bilder

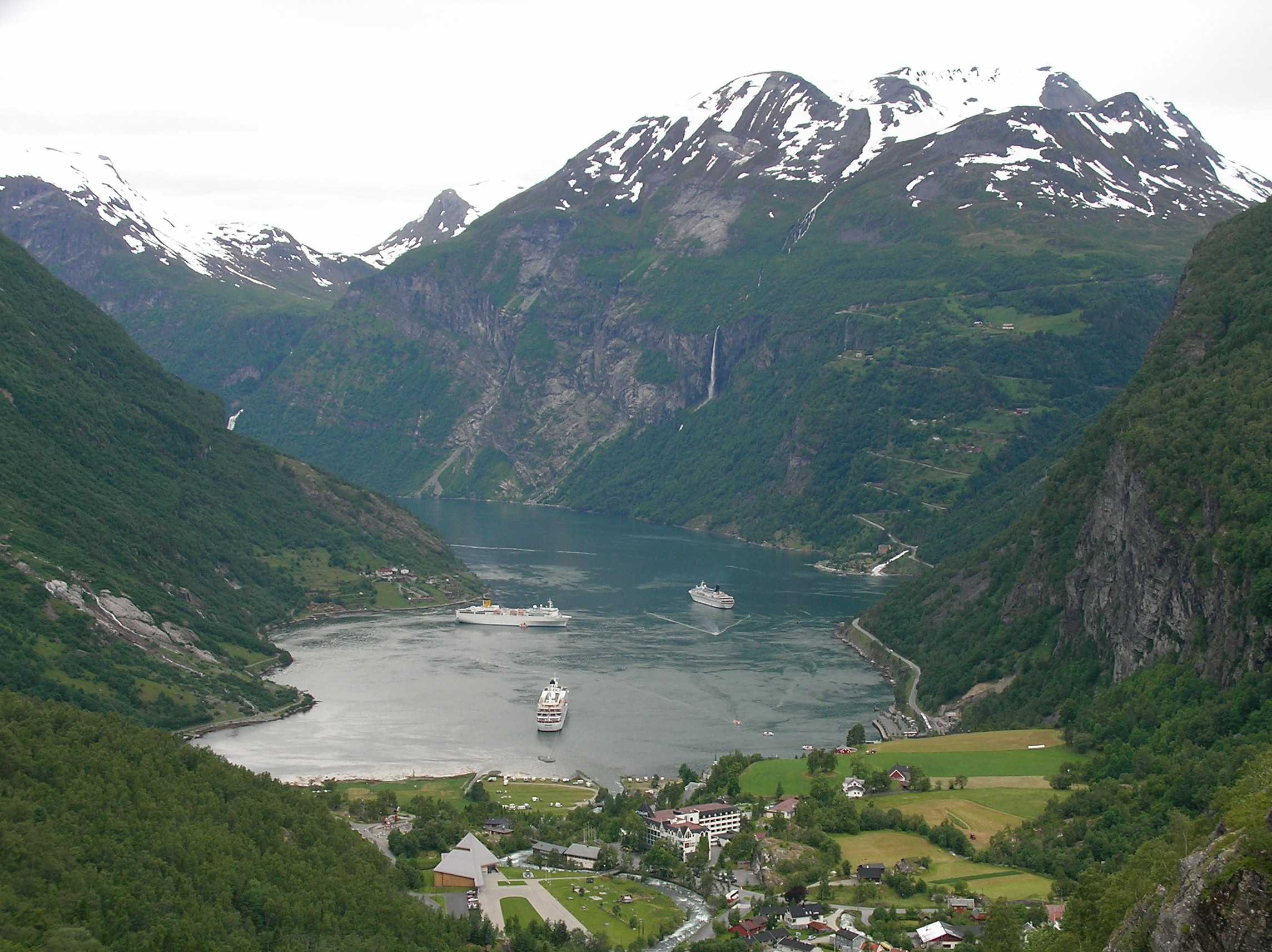
Inre delen av Geirangerfjorden
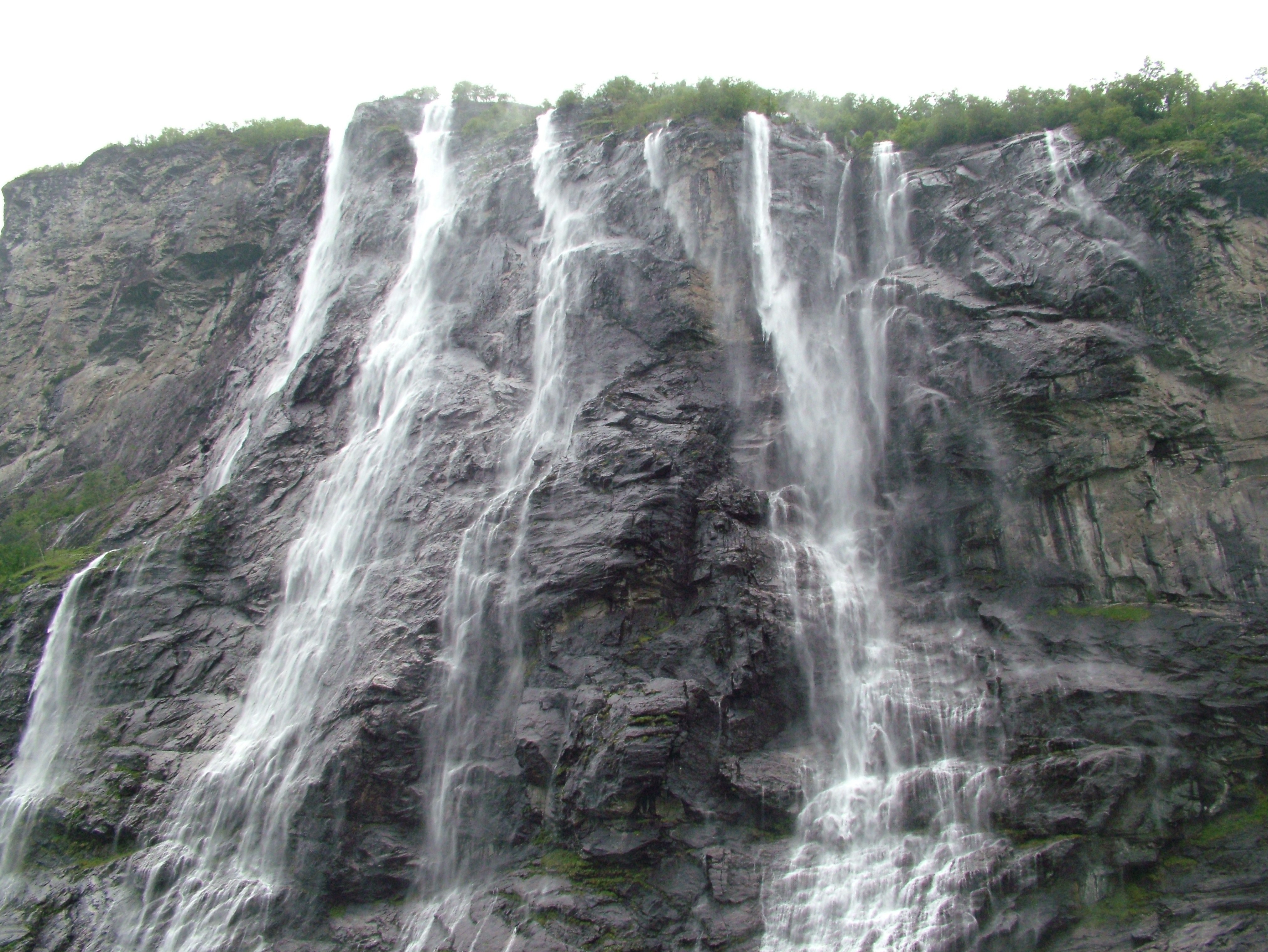
Vattenfallet De sju systrarna i Geirangerfjorden
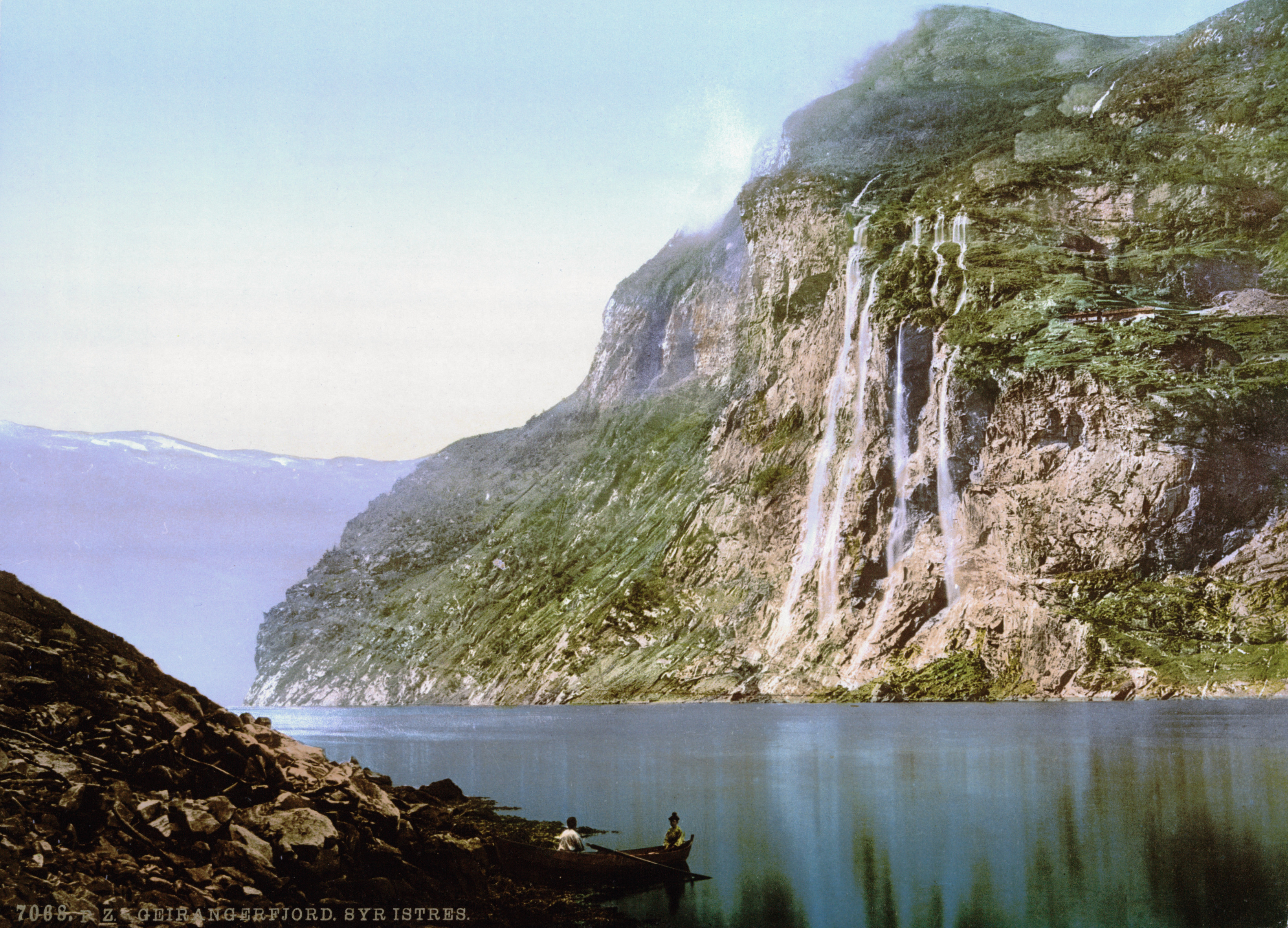
Ett gammalt vykort som visar De sju systrarna

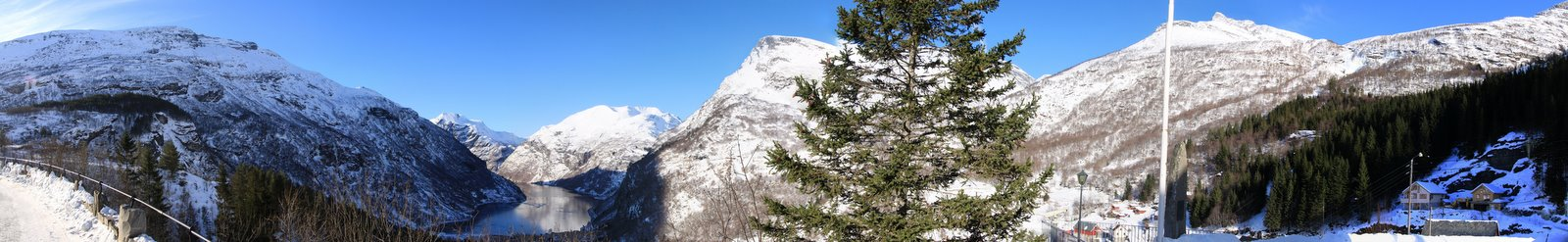
Geirangerfjorden omgiven av snötäckta berg vintern 2010.